# Cementerio de guerra británico de Trincomalee
El Cementerio de guerra británico de Trincomalee (también conocido como el «cementerio de guerra Trincomalee») es un cementerio militar británico en Trincomalee, en el país asiático de Sri Lanka, para los soldados del Imperio Británico.
Murieron durante la Segunda Guerra Mundial. El cementerio está situado en la vía Trincomalee-Nilaveli (A6), a unos 6 kilómetros (3,7 millas) al norte de la ciudad de Trincomalee, en el lado oriental de la isla. Es uno de los seis cementerios de guerra de la Commonwealth en Sri Lanka, y es mantenido por Ministerio de Defensa de Sri Lanka en nombre de la Comisión de tumbas de guerra de la Commonwealth.